# فيصل الجمعان
فيصل محمد الجمعان لاعب كرة قدم سعودي يلعب كمهاجم.

## الحياة الشخصية
فيصل هو شقيق اللاعب عبد الله الجمعان و ابن خالة اللاعب خميس العويران.

## مسيرة اللاعب
بدأ اللاعب في الفئات السنية في نادي الهلال ووقع مع الفتح في عام 2007 و عاد للهلال في عام 2010 و تم ايقافه موسمين بسبب المنشطات وبعد انتهاء الإيقاف في عام 2012 وقع مع نادي هجر وعاد إلى نادي الفتح في عام 2014 و أعير إلى نادي الاتفاق في عام 2015 و عاد إلى نادي هجر في عام 2016 و انتقل إلى نادي العين في عام 2019 و وقع مع نادي الجبلين في صيف 2021 و انتقل إلى نادي الجيل في عام 2022.

## روابط خارجية
- فيصل الجمعان على موقع Soccerway.com (الإنجليزية)
- فيصل الجمعان على موقع كووورة